# Búnker

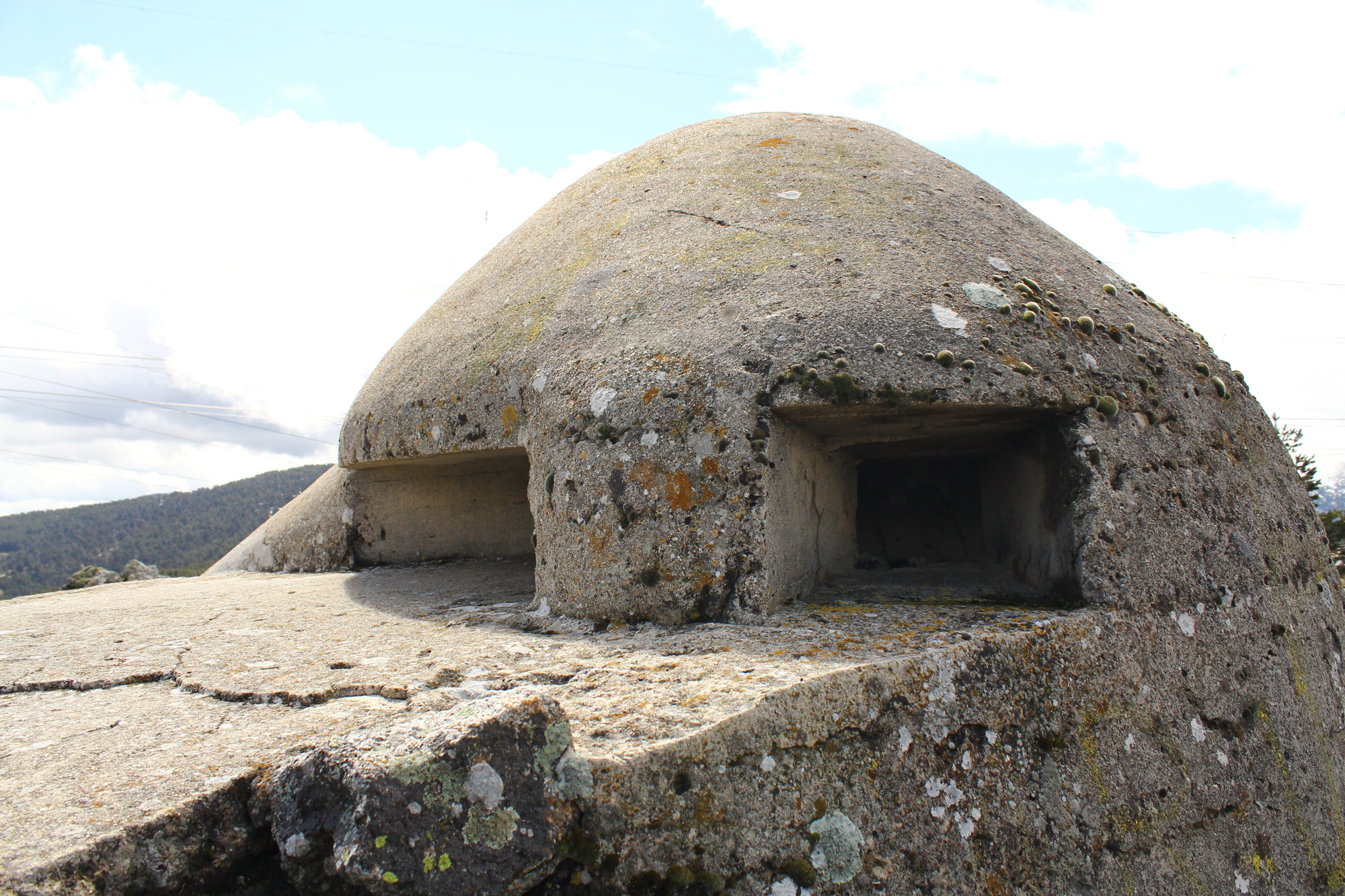
Búnker de guerra civil española en el Alto del León

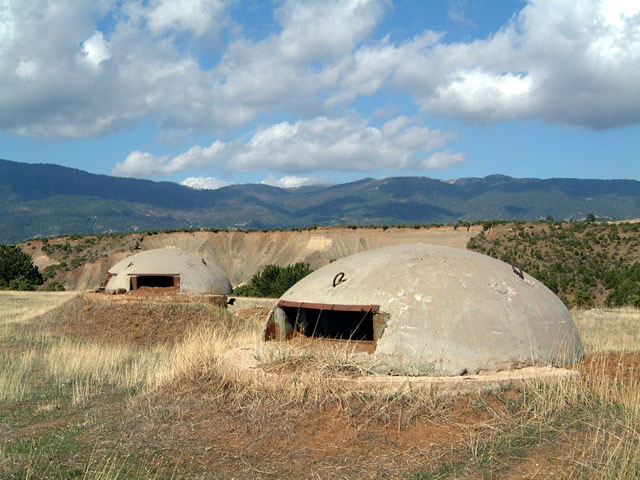
Búnkeres en Albania

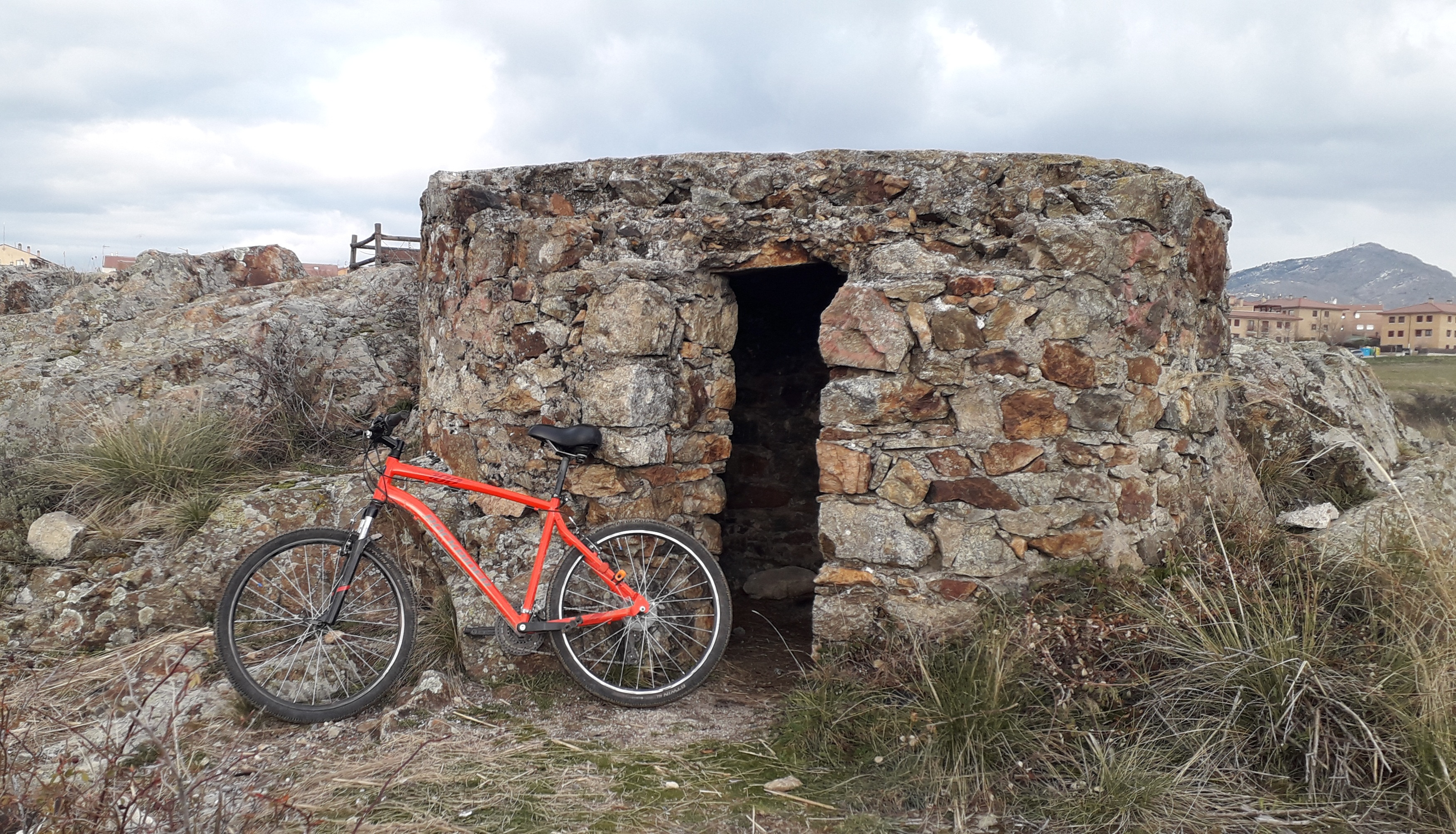
Búnker de Los Barberos, de la Guerra civil española en Palazuelos de Eresma, junto al río Eresma

Un búnker (plural búnkeres) —del alemán bunker— es una construcción hecha de hierro y hormigón, que se utiliza en las guerras para protegerse de los bombardeos, tanto de la aviación como de la artillería.

## Tipos
Los búnkeres tienen un uso militar, aunque a veces también civil o mixto.

### Trinchera
Este tipo de búnker es una pequeña estructura de hormigón techada, parcialmente enterrada en la tierra, que generalmente es parte de un sistema de trincheras. Tales búnkeres ofrecen mejor protección a los soldados que la trinchera abierta y además incluye protección contrataques aéreos (granadas, proyectiles de mortero). Además ofrecen protección ante el clima.
La parte frontal de un sistema de trincheras generalmente incluye ametralladoras o morteros y forma un campo de tiro dominante. Los búnkeres de la parte trasera del sistema suelen utilizarse como puestos de mando, para almacenamiento de pertrechos y como hospitales de campaña para atender a los soldados heridos.

### Fortín

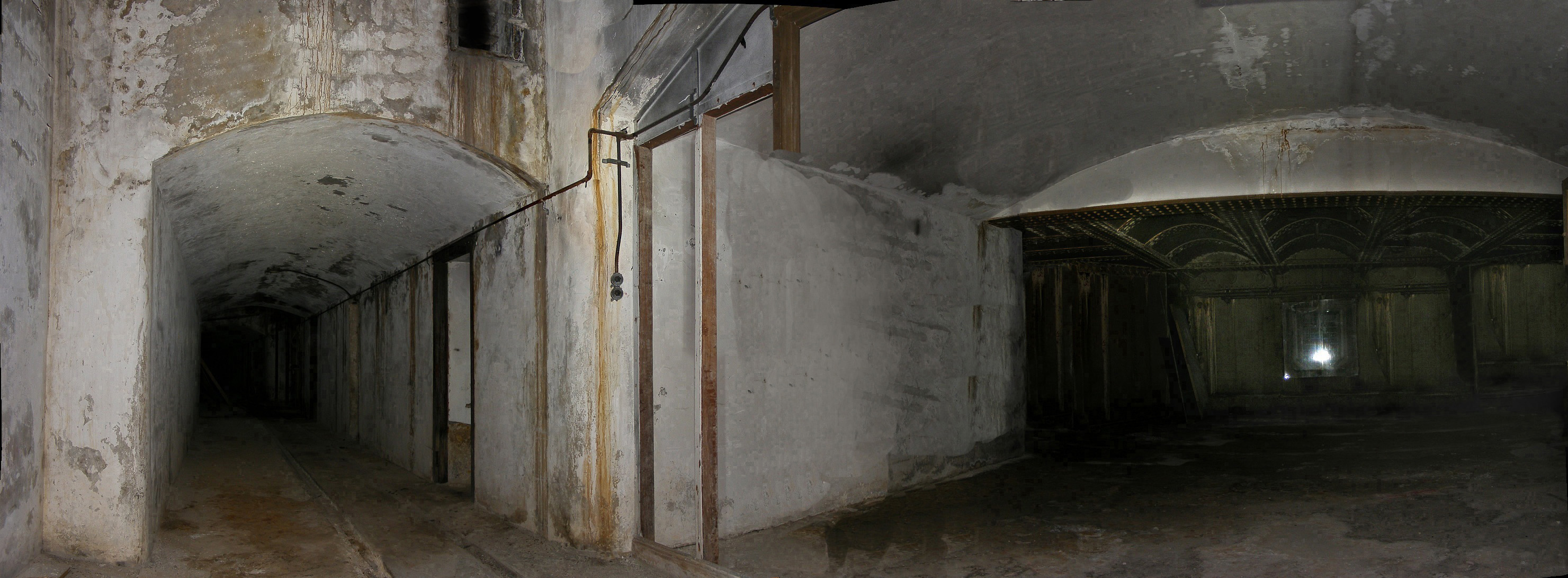
El interior de un fortín en Sídney, Australia

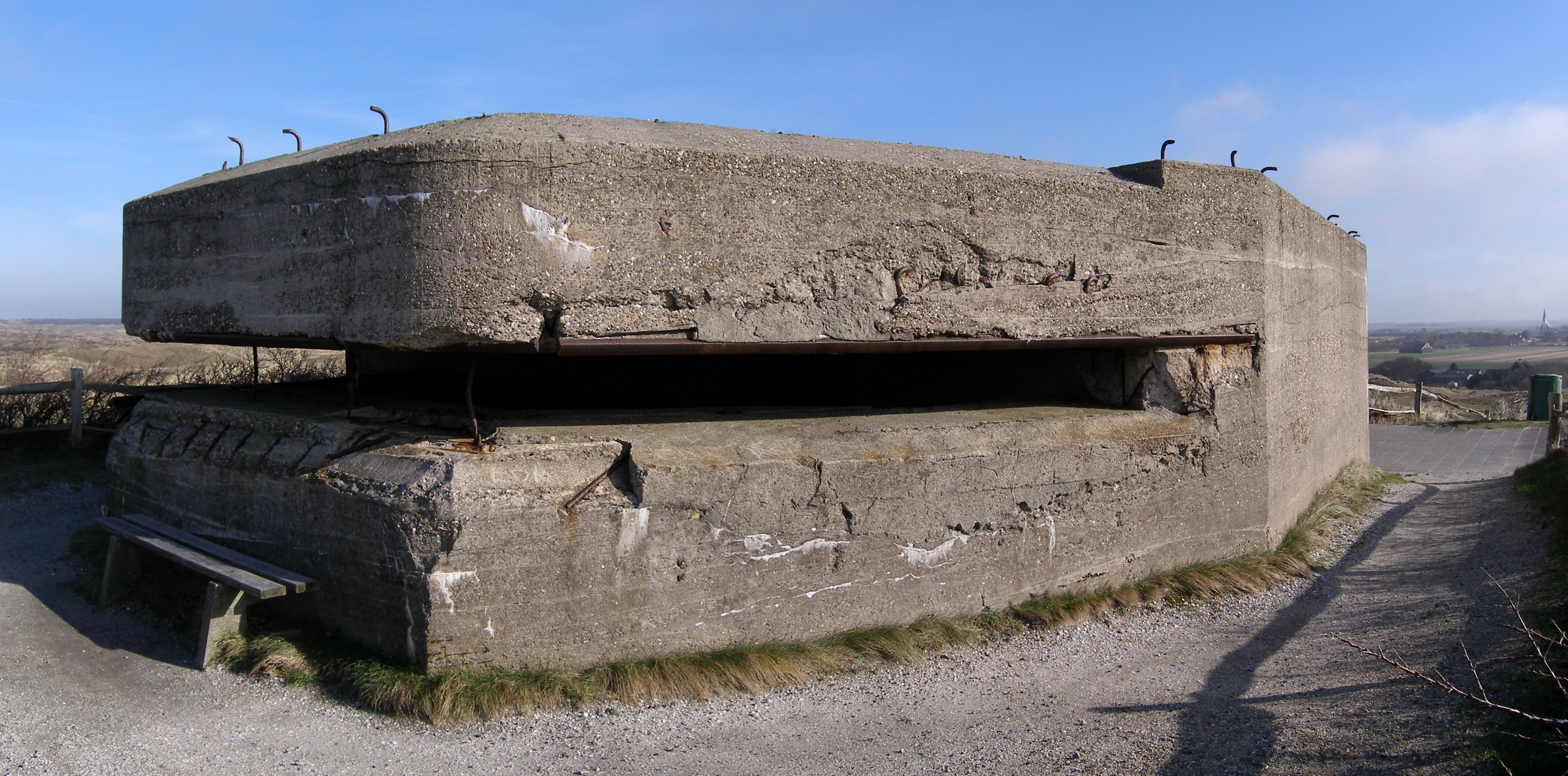
Búnker utilizado por los alemanes en los Países Bajos durante la Segunda Guerra Mundial

Se conocen como "fortines" los excavados en puestos de guardia, que disponen de espacios de hormigón a través de los cuales disparan las armas de fuego. En inglés, se los llama pillbox (que traducido literalmente sería "pastillero"), nombre que surgió debido a la similitud de la estructura de este búnker con la de estas pequeñas cajas para llevar pastillas médicas.
Los fortines están a menudo camuflados para ocultar su localización y aumentar al máximo el elemento sorpresa. Pueden ser parte de un sistema de trincheras, interconectados forman una línea de defensa con otros fortines con el objetivo de que cubran el fuego unos a otros (defensa en profundidad), o pueden ser puestos a resguardo de estructuras estratégicas como puentes y embarcaderos.
Muchos fortines fueron construidos antes de la Segunda Guerra Mundial en la República Checa en prevención de la invasión alemana de Checoslovaquia. Ninguno de estos se utilizaron realmente en el combate, pues hubo poca resistencia al Ejército alemán. El Imperio de Japón también hizo uso de pillbox en sus fortificaciones de Iwo Jima.

### Artillero
Muchas instalaciones de artillería, especialmente para la artillería costera, históricamente han sido protegidas por amplios sistemas de búnkeres. Estos suelen alojar a los artilleros y los cañones, con las municiones protegidas contra el fuego, y en la mayoría de los casos también están protegidos los cañones, aunque por lo general esto reduce sus campos de tiro. Los búnkeres artilleros se suelen construir para los grandes cañones en una ubicación predefinida como parte de un sistema más amplio de defensas (como para un puerto o una ciudad litoral). 
Se encuentran entre los búnkeres más grandes edificados antes de la Guerra Fría. Las paredes de las instalaciones, como la Batería Todt en el norte de Francia, tenían hasta 3,5 m de espesor con el cañón en su interior, capaz de llegar al otro lado del canal de la Mancha, en la costa inglesa.

### Industrial

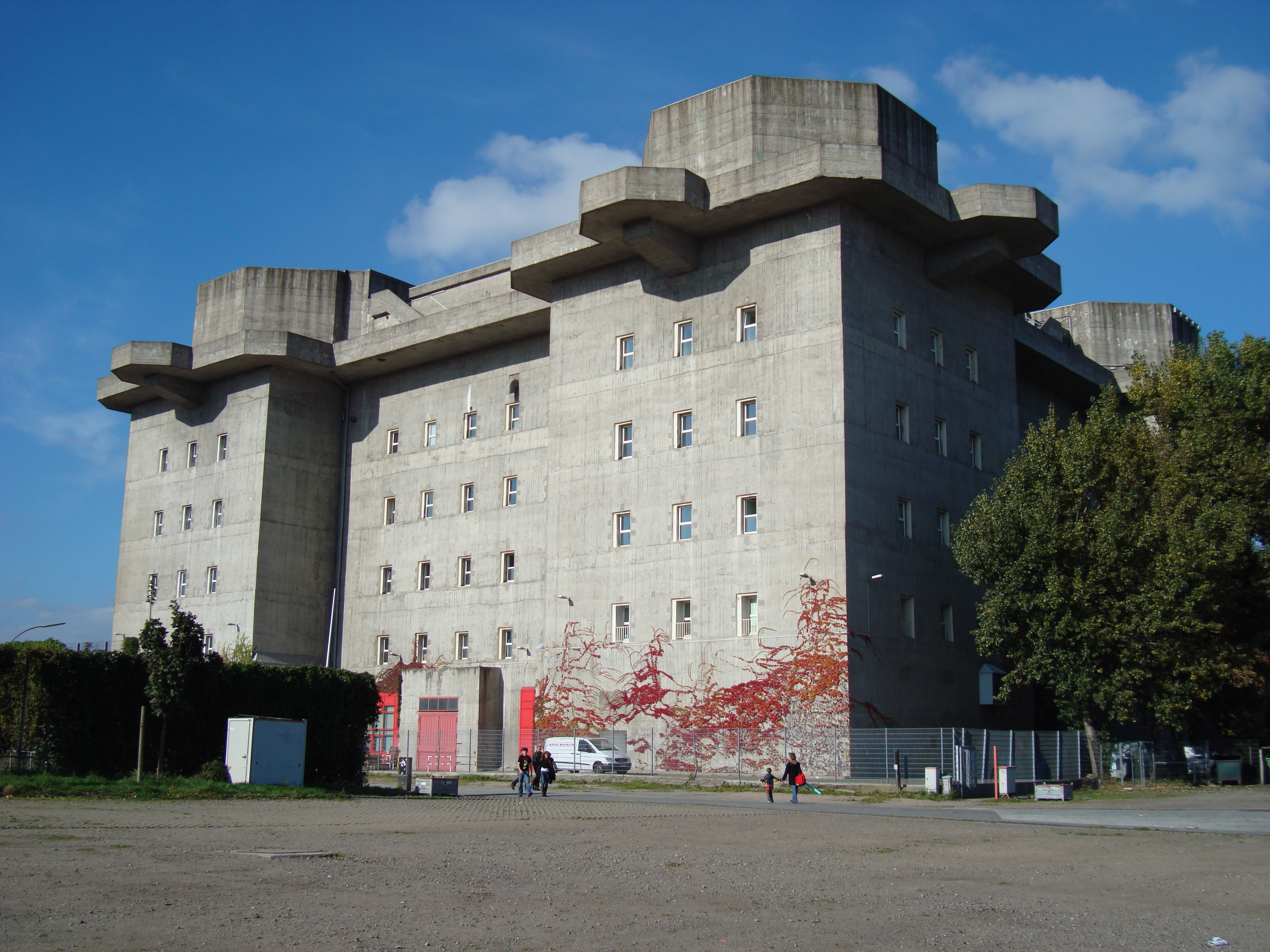
Búnker remodelado en el Heiligengeistfeld, el centro de Hamburgo, Alemania. Para abrir las ventanas primero se perforó la pared y luego se cortó el hormigón con una sierra

Generalmente, los búnkeres industriales incluyen yacimientos mineros, zonas de almacenamiento de alimentos, vertederos de materiales, almacenamiento de datos y, a veces, viviendas. Fueron construidos principalmente por las naciones como Alemania durante la Segunda Guerra Mundial para proteger a industrias importantes de los bombardeos aéreos. Los búnkeres industriales también están construidos para salas de control de actividades peligrosas, por ejemplo, pruebas de motores para cohetes, explosivos experimentales o como almacenaje para elementos radiactivos, explosivos u otros elementos peligrosos, que pueden ser de carácter militar o civil.

## Contramedidas
Los búnkeres pueden ser destruidos con explosivos poderosos, normalmente explosivos de carga hueca dirigida, aunque los ocupantes de un fortín pueden ser eliminados con lanzallamas. Sin embargo, ciertos búnkeres son extremadamente resistentes y por lo tanto la única forma de destruir uno de esas características es utilizando municiones altamente especializadas y guiadas, o bombas especialmente diseñadas para destruir hormigón macizo, como las llamadas "bombas terremoto" o las bunker buster llegando a ser necesarias municiones antibúnker con ojiva nuclear para aquellos búnkeres más resistentes.

## Instalaciones famosas
Los búnkers fueron empleados de forma masiva especialmente en la Segunda Guerra Mundial, y también se construyeron en la guerra civil española, especialmente a lo largo de las costas insulares, formando barreras defensivas que se extendían en ocasiones a lo largo de cientos de kilómetros. Este es el caso de la llamada "Línea Maginot" edificada por el gobierno francés entre 1927 y 1936 a lo largo de la frontera con Alemania y de los búnkers construidos por los nazis a lo largo de la costa francesa. Los búnkers también son construidos en la actualidad en Israel para casos de ataques biológicos y misilísticos. 
Comenzada la Segunda Guerra Mundial, el territorio suizo se vio en medio al estar rodeada de Alemania e Italia, y posteriormente totalmente con la anexión de Austria y la invasión alemana a Francia. En este contexto y, a pesar de que Suiza era neutral, nunca se descartó una invasión. Por este motivo en los años de la guerra se construyeron una gran cantidad de búnkers por todo el territorio suizo, especialmente en las fronteras del país y en los Alpes.